# Mate (infusió)
Es denomina mate (en portuguès chimarrão; en guaraní Ka'ay —ka'a= herba, y= aigua) la infusió preparada amb fulles d'herba mate (Ilex paraguayensis), una planta originària de les conques dels rius Paraguai i Paraná, prèviament assecades, tallades i moltes. L'herba mate deu el seu sabor amarg als tanins de les fulles; és per aquest motiu que hi ha a qui li agrada d'endolcir el mate amb sucre o mel, i l'escuma que es genera en cebar, és causa dels glicòsids. Consumit des de l'època dels pobles originaris guaranís en la zona i adoptat ràpidament pels colonitzadors invasors, va quedar com a part del patrimoni cultural de l'Argentina, el Paraguai, l'Uruguai i el sud de Brasil, estats on es consumeix majoritàriament. A Xile, en canvi, va ser consumit amb freqüència fins al segle xix, quan es reemplaçà en la major part de l'estat pel te, a conseqüència de la influència britànica. Fora de la seva zona d'origen, fa poc de temps que s'ha convertit en una infusió molt popular a Síria, on sembla que el portaren els emigrants que van viure a l'Argentina i van tornar al seu país.
Com passa amb el te, el cafè o la xocolata, el mate té un efecte estimulant a causa de la cafeïna (sinònim "mateïna") que conté.
A més se li suma un efecte diürètic, que és compensat per l'alt consum d'aigua que es realitza quan es "matea", resultant així una infusió depuradora i —en contenir antioxidants— preservadora de l'organisme. Com les altres infusions esmentades, el mate té certa acidesa, raó per la qual moltes vegades se li afegeixen —en escasses proporcions— altres herbes (digestives, reguladores de la funció hepàtica, sedants, etc.) que assoleixen neutralitzar l'acidesa, com també compensar el poderós efecte estimulant de la cafeïna.

## Accessoris

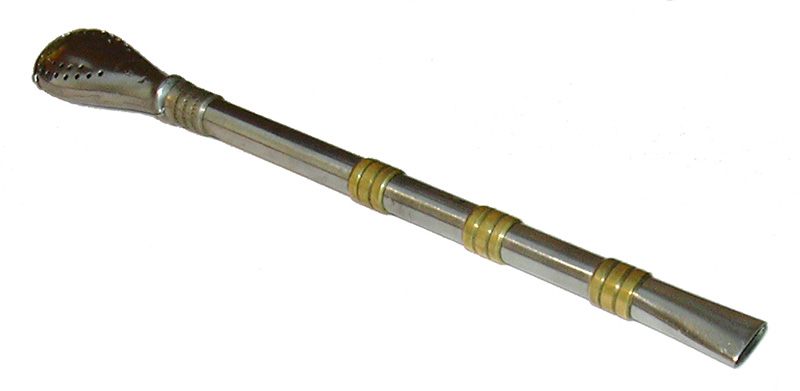
Bombilla

Tradicionalment es beu calent mitjançant una palla metàl·lica denominada bombilla, tradicionalment feta de plata. Les palletes modernes solen estar fetes de plata alemanya, acer inoxidable o canya buida. La bombilla funciona tant com a palla i com a garbell. L'extrem submergit és acampanat, amb petits forats o ranures que permeten l'entrada del líquid elaborat, però bloquegen la matèria gruixuda que forma gran part de la barreja.
La infusió es col·loca en un petit recipient, també denominat mate, cuya, porongo o simplement guampa. Generalment, es distingeix al recipient anomenat porongo del conegut com a mate, per ser el primer de més grans dimensions i de "boca" ampla. Tot i que s'obtenen normalment del porongo (Lagenaria siceraria), una cucurbitàcia el fruit de la qual té una escorça forta apta per a ser usada com a recipient, des de temps colonials s'han realitzat mates d'argent, banya bovina (guampa), porcellana, vidre o fusta (en general capoquer), o peülla de bou llaurada.

## Història

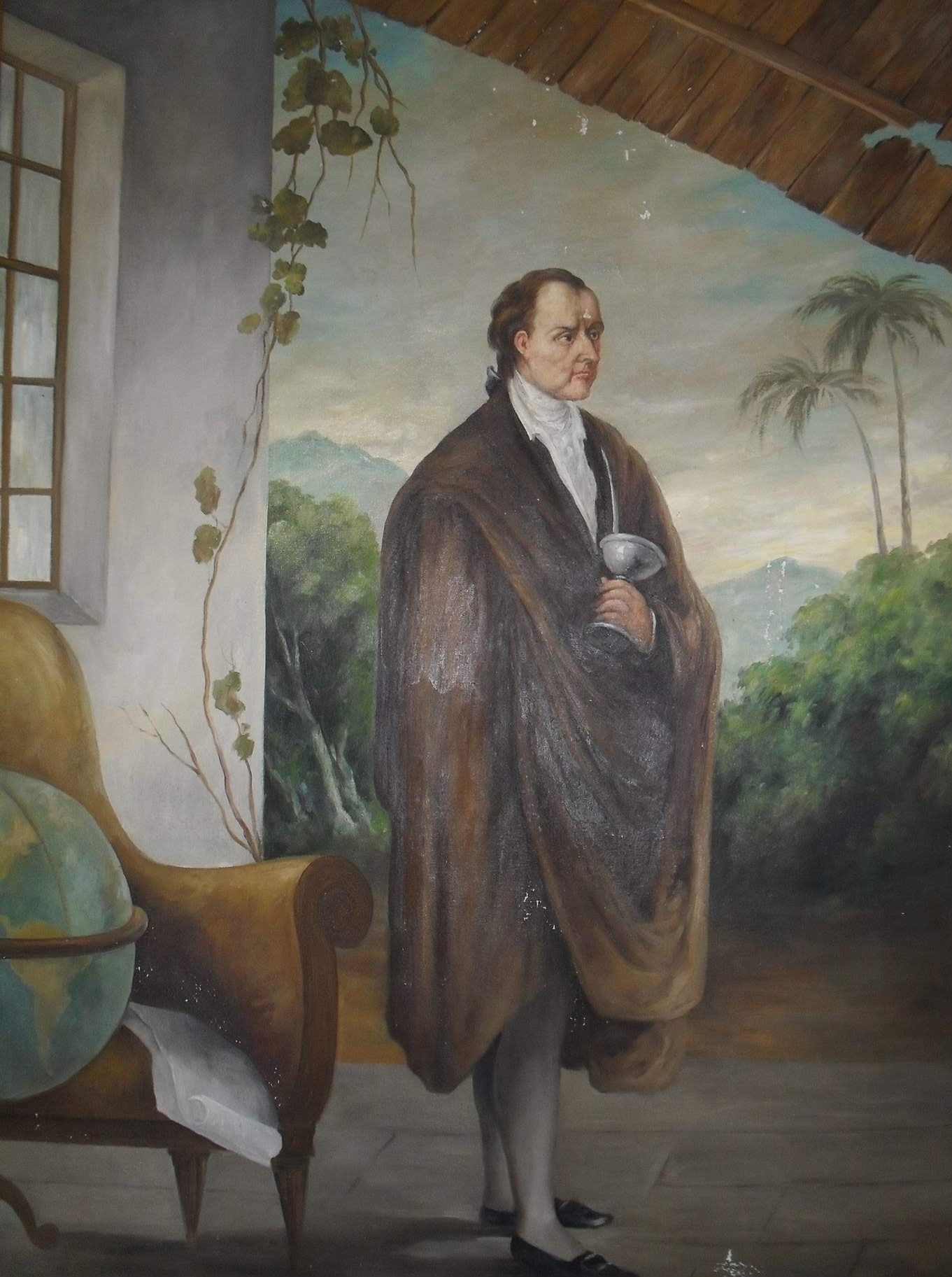
Litografia de José Gaspar Rodríguez de Francia, un governant del Paraguai del segle XIX, amb un mate.

El mat va ser consumit per primera vegada pels indígenes guaraní que viuen a l'actual Paraguai, el sud-est del Brasil, Argentina, Bolívia, Uruguai, i també va ser difós pels tupís que vivienen zones veïnes. Després, es va comercialitzar a part del sud del Brasil i el nord-est de l'Argentina. Per això, el nom científic de l'herba de mate és Ilex paraguariensis. El consum de l'herba mate es va generalitzar amb la colonització europea a la colònia espanyola del Paraguai a finals del segle XVI, tant entre els colons espanyols com els indígenes guaraní, que el consumien abans de l'arribada dels espanyols. El consum d'aquest producte es va estendre al segle XVII al riu de la Plata i d'aquí al Perú i Xile. Aquest consum generalitzat el va convertir en la principal mercaderia del Paraguai per sobre d'altres mercaderies com el tabac, el cotó i la carn de vedella. La mà d'obra dels aborígens s'utilitzava per collir la planta salvatge. A mitjans del segle xvii, els jesuïtes van aconseguir domesticar la planta i establir plantacions en les seves reduccions índies a la província argentina de Misiones , provocant una dura competència amb els recol·lectors paraguaians de fils silvestres. Després de la seva expulsió a la dècada de 1770, les missions jesuïtes, juntament amb les plantacions, es van abandonar. La indústria va continuar tenint una importància primordial per a l'economia paraguaiana després de la independència, però el desenvolupament en benefici de l'estat paraguaià es va aturar després de la Guerra del Paraguai (1864-1870) que va devastar el país tant econòmicament com demogràficament.
Aleshores, el Brasil es va convertir en el major productor de mate. En projectes brasilers i argentins de finals del segle XIX i principis del XX, la planta va ser domesticada una vegada més, obrint el camí als sistemes de plantació. Quan els empresaris brasilers van dirigir la seva atenció al cafè a la dècada de 1930, l'Argentina, que havia estat durant molt de temps el principal consumidor, va prendre el relleu com a principal productor, ressuscitant l'economia de la província de Misiones, on els jesuïtes havien tingut la majoria de les seves plantacions. Durant anys, l'estatus de major productor va canviar entre el Brasil i l'Argentina.
Actualment, l'Argentina és el principal productor amb un 56-62%, seguida del Brasil, un 34-36%, i el Paraguai, un 5%. L'Uruguai és el major consumidor per càpita, amb uns 19 litres anuals.

## Etimologia
En arribar els invasors colonitzadors, van veure que els amerindis practicaven el ritual d'ajuntar-se a beure una infusió a la qual els guaranís (indígenes del Paraguai) anomenaven caiguá. Aquesta expressió deriva dels vocables guaranís káa (herba), y (aigua) i gua (procedència), la qual cosa es pot traduir com 'aigua d'herba'.
L'expressió mate ve del mot quítxua matí, el qual significa carabassa (el recipient per a beure mate sol ser fet de carabassa). El mate es bevia mitjançant una palla coneguda com a tacuarí, sobre l'extrem de la qual es col·locava una llavor buida que servia de filtre.
També se'l coneix com a "te del Paraguai" o "or verd". Per extensió, els invasors europeus van denominar d'aquesta manera la infusió elaborada a partir de l'herba (Ilex paraguayensis).

## Significat cultural

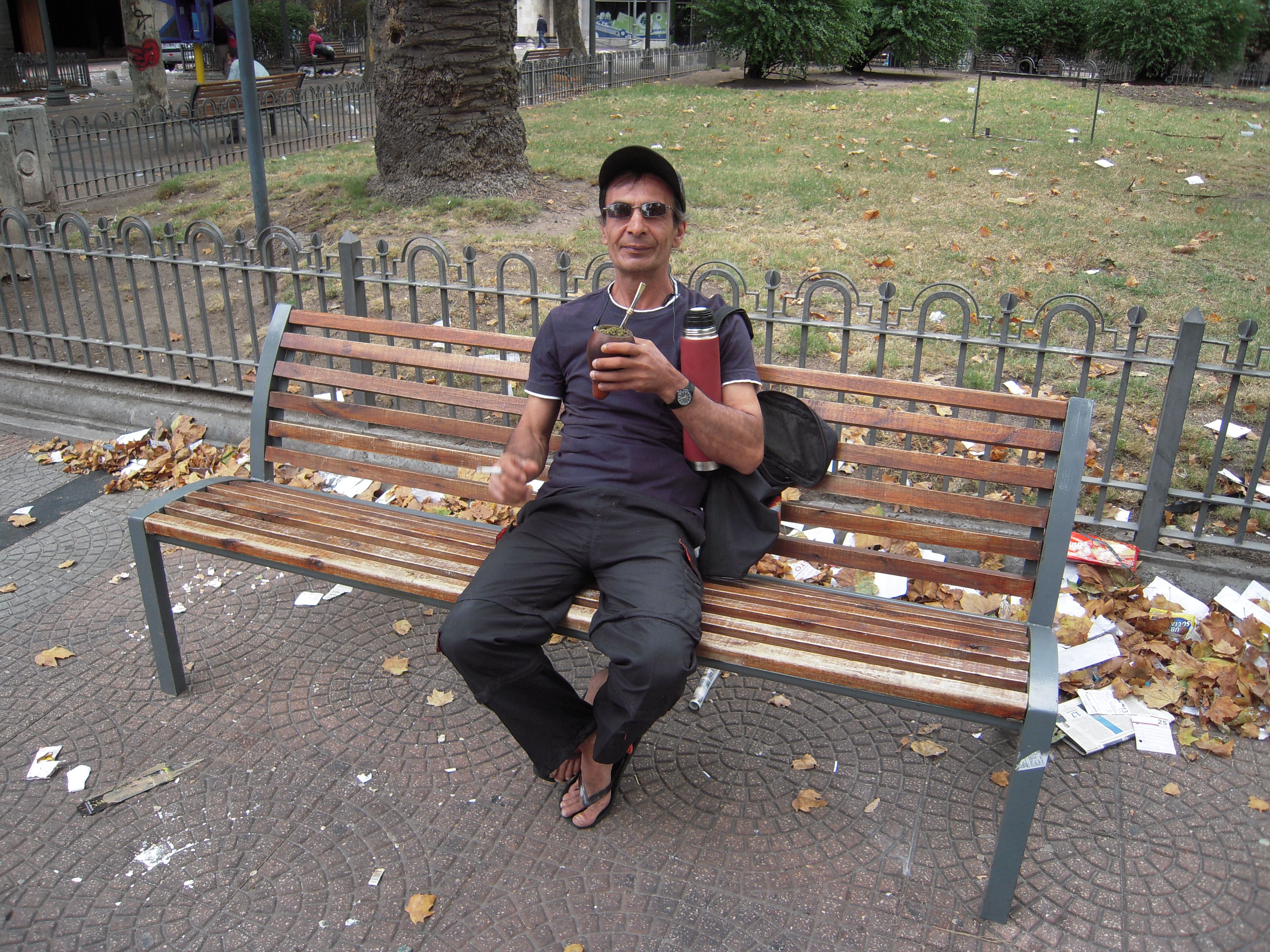
Típica imatge de l'Uruguai: un vianant anònim amb el seu mate en un espai públic

Els conquistadors que veien als nadius beure'l tenien la creença que el mate era una "herba del dimoni" per desconèixer la seva pràctica. Sostenien, a més, que era una beguda de mandrosos, ja que els nadius dedicaven diverses hores per dia a aquest ritu.
Segons l'antropòleg Daniel Vidart, el mate és més que una beguda. És una tradició que venç els costums d'aïllament del crioll i aparella les classes socials... i al llarg del temps, és el mate qui crea el rogle d'amics, i no a l'inrevés. I no solament això, també és un símbol per a tot el que s'allunya del seu país de naixença (Paraguai, Uruguai, Argentina, Xile, Brasil i sud de Bolívia) i troba en ell un enllaç amb la seva terra.

## Preparació
Per preparar un mate cebado es col·loca l'herba en un recipient conegut com a mate o carabassa, fins a ocupar-ne les tres quartes parts. Després es tapa amb la mà, es col·loca de cap per avall i s'agita (això fa que les partícules més fines quedin a la part superior, i no obstrueixin la palla metàl·lica, o sia, la bombilla). Es col·loca novament de cap per amunt i se li agrega una mica d'aigua tèbia o freda prop de la vora del recipient. L'aigua ha d'estar a una temperatura propera a 75 °C (abans del punt d'ebullició).
Es deixa reposar uns segons (fins que s'absorbeixi l'aigua) i s'acaba d'omplir amb aigua calenta, fins aproximadament 7 o 8 mm de la vora. Després d'un o dos minuts, es col·loca la bombilla tapant-li la boca amb el dit polze i pressionant fermament fins al fons.

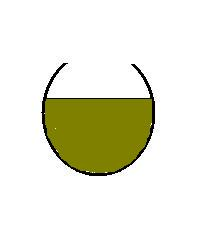
Mate ple d'herba
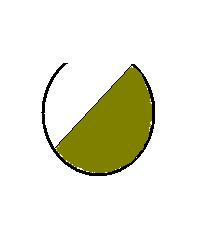
Mate inclinat
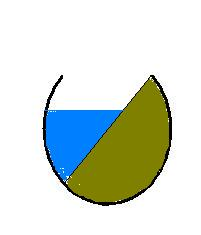
Mate amb aigua
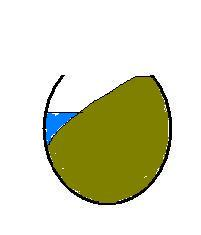
Mate inflat
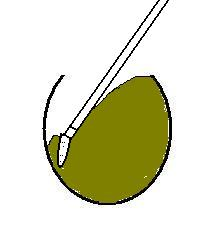
Mate amb la bombilla
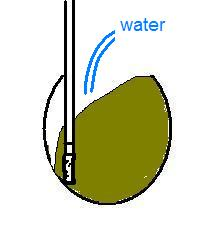
Mate cebado (servir un mate)
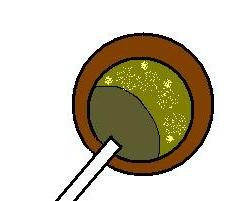
Mate preparat i llest per al consum

## Variants

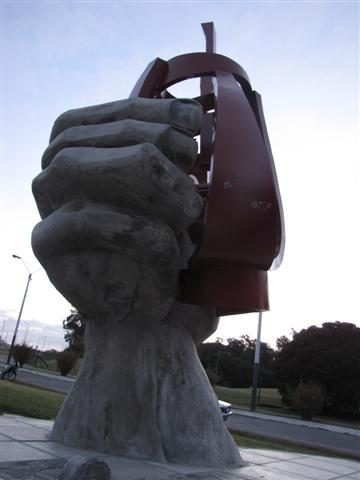
Monument al Mate, departament de San José, Uruguai

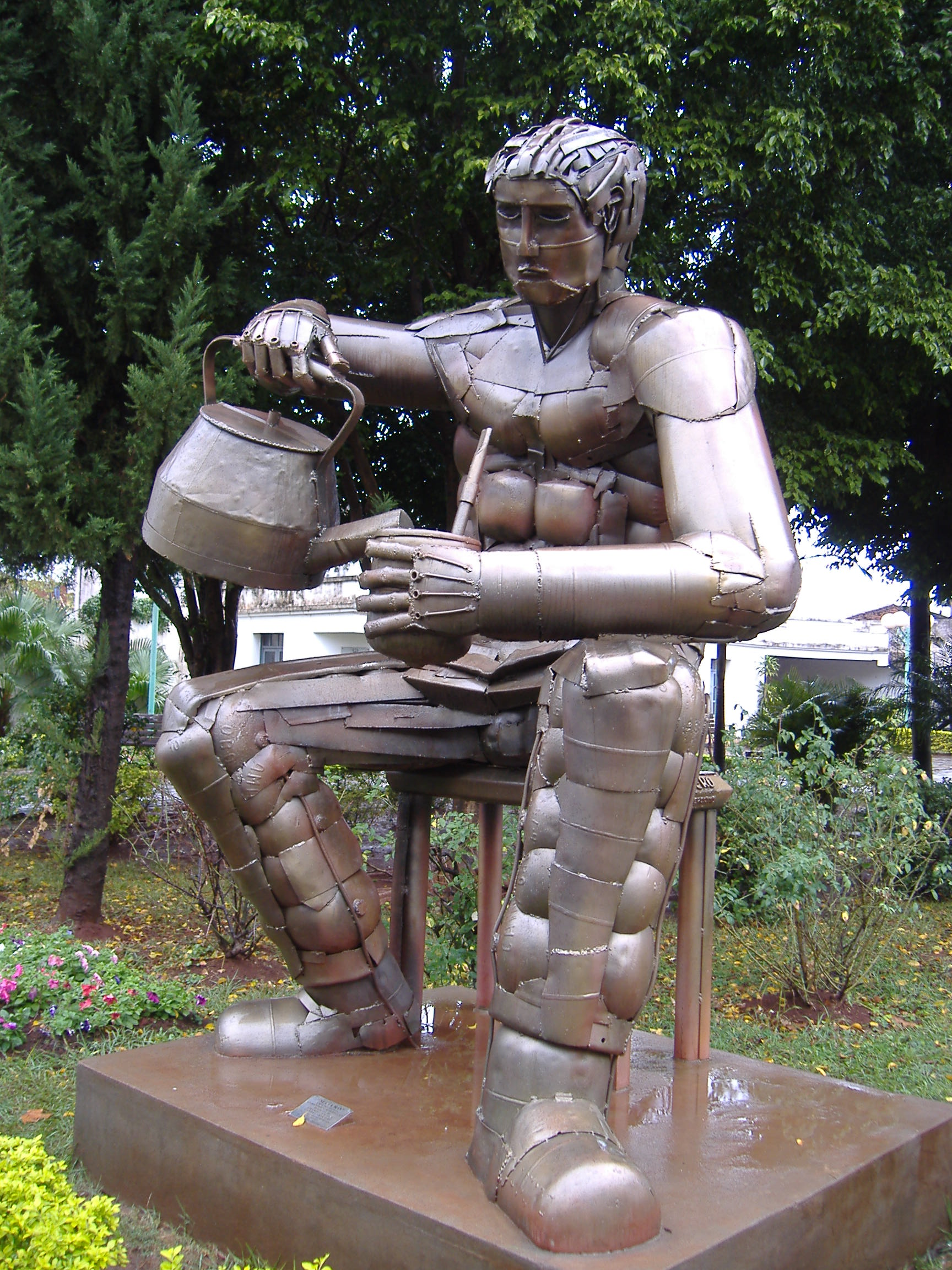
Estàtua d'un home preparant mate, a Posadas, Misiones, Argentina

### Mate amarg
En gran part del Riu de la Plata es prefereix beure el mate sense endolcir-lo, com ho fan a l'Argentina i l'Uruguai. A aquesta acció al Brasil li diuen chimarrão, s'entén per aquest concepte el mate no endolcit, tot i que en algunes zones el significat s'inverteix. Moltes persones opinen que el mate ha de ser begut d'aquesta forma, considerant el mate dolç (sigui per l'agregat de sucre o d'algun altre endolçant) com una espècie de profanació. Cimarrón era el nom que es donava antigament, al camp, al bestiar salvatge, especialment el cavall, el qual estava molt unit al gautxo.

### Mate dolç
És considerat pels tradicionalistes com un mate fals, i la diferència consisteix que en cada cebada s'incorpora sucre a gust del bevedor; també s'usa quan en la ronda hi ha nens presents. Aquesta forma de preparació es troba molt difosa a l'Argentina, entre els habitants de Santiago del Estero i, en menor mesura, de Buenos Aires i rodalia. També rep el nom de mate entrerriano pel costum arrelat a Entre Ríos d'agregar sucre al mate. Aquest costum ve dels immigrants, tant dels alemanys com de les importants colònies jueves d'aquella província arribats dels països d'Europa de l'Est. A Xile, aquesta forma de preparació del mate es troba difosa sobretot en zones rurals.
En el mate dolç també solen agregar-se edulcorants artificials, tant per problemes de salut com la diabetis, com per problemes d'estètica, encara que com a edulcorant alternatiu és preferible la natural ka'a he'ê, què és una de les herbes (que s'usen per a preparar tots els mates al Paraguai) que se li agrega per donar un sabor dolç (Stevia rebaudiana).
La carabassa on es beu mate cimarrón mai no s'usa per consumir mate dolç, ja que el sabor del sucre perjudica la posterior utilització per a un "amarg", es diu que s'"espatlla el sabor" del mate. A Xile, els recipients per a beure el mate són coneguts només com a mates, i són, tradicionalment, d'argent. En els segles anteriors, l'"aristocràcia criolla" lluïa mates fets d'or, amb incrustacions de joies.

### Mate amb llet
La diferència amb el mate amarg és que en lloc de servir-lo amb aigua, es fa amb llet (o llet condensada) i sucre. Aquesta variant té el desavantatge de no poder netejar fàcilment la bombilla i el mate, per això se'n sol utilitzar uns de diferents als de les variants tradicionals. Al Paraguai, també s'acostuma a servir mate dolç de llet calenta, canviant l'herba per coco ratllat.

### Mate amb altres herbes
És possible afegir altres herbes a la infusió per aconseguir un sabor diferent o amb fins medicinals. És freqüent l'agregat d'herbes amb propietats digestives o sedatives, per exemple: coca, te bord, melissa, menta, "cua de cavall", anís, etcètera.
Al Paraguai aquesta beguda es consumeix quasi en un 90% amb herbes medicinals autòctones de la regió, que els indígenes guaranís ja coneixien i utilitzaven. La varietat d'herbes afegides és molt gran: anís, donzell, sen, llavors de lli, boldo, camamilla, jaguareté ka'a, fulles d'eucaliptus, fulles de menta, safrà, canya brava, pynó guzú rapó, urusu he'ê, malva, jate'i ka'a i d'altres.

### Mate de te
El mate de te és considerat una altra variant del mate dolç; aquest mate no es realitza amb herba mate i és molt comú a la província d'Entre Ríos i molt popular entre els nois i adolescents. Com el seu nom indica, es prepara amb te (negre generalment) i llimona com a ingredients principals; no s'usa la carbassa del mate, sinó algun recipient similar a una tassa (ja que aquest mate en ser dolç i amb te arruïnaria el sabor del cimarrón); allò que tenen en comú és que sí que s'utilitza la palla metàl·lica.